# Источноисландска струја
Источноисландска струја је хладна морска струја која се из Гренландског мора иде јужно према Исланду, где у близини његове обале прави полукруг и затим наставља северно према Северном леденом океану. Њена дубина износи око 300 метара, а салинитет се креће око 34—35 промила. Ако је салинитет 34,7 ‰ и ниже вода ће се заледити, у случају да дође до његовог пораста лед се топи.